# Sanktuarium Matki Bożej Klewańskiej w Skwierzynie
Sanktuarium Matki Bożej Klewańskiej w Skwierzynie – rzymskokatolicki kościół parafialny należący do parafii pw. św. Mikołaja w Skwierzynie, dekanatu Rokitno, diecezji zielonogórsko-gorzowskiej, metropolii szczecińsko-kamieńskiej, zlokalizowany w Skwierzynie, w powiecie międzyrzeckim, w województwie lubuskim. Zbudowany w XIX wieku. Część murów jest jednak o wiele starsza - pochodzi z XV, a nawet z XIII wieku. Jedyna budowla, która zachowała się z pierwotnego, średniowiecznego układu urbanizacyjnego miasta. Świątynia jest jednym z jedenastu sanktuariów należących do diecezji zielonogórsko–gorzowskiej.

## Historia
Pierwsza wzmianka o kościele świętego Mikołaja w Skwierzynie (wówczas była to osada o nazwie Skwirzyna) pochodzi z 1226 roku. Mniej więcej z tego okresu pochodzi część murów w prezbiterium, które w szczątkowej postaci zachowały się do dziś. Domniema się, że pierwotnie świątynia zbudowana była w znacznym stopniu z drewna. Jednak w XV wieku wybudowano nowy budynek na miejscu starego kościoła, tym razem w całości z cegły. Plan ówczesnego budynku pokrywa się niemal w całości z dzisiejszym kształtem świątyni. W 1507 patronem kościoła został św. Mikołaj Biskup.
33 lata później, w 1540 Kościół Świętego Mikołaja stał się świątynią protestancką. W tym czasie większość mieszkańców Skwierzyny była właśnie tego wyznania. W związku z tym starosta międzyrzecki Stanisław Myszkowski przekazał w ich ręce kościół. Stan taki utrzymywał się do 1605, kiedy to biskup poznański Wawrzyniec Goślicki interweniował u starosty międzyrzeckiego Jan Zamojski w sprawie kościoła. Dostojnik kościelny zażądał, aby świątynia powróciła ponownie w posiadanie katolików.
Świątynia wielokrotnie cierpiała z powodu pożarów, które nawiedzały całe miasto (m.in. w 1624 i 1712).
Gruntowna przebudowa budynku nastąpiła w latach 1861–1863. Uzyskał on dzisiejszy kształt. Nowa budowla została konsekrowana 17 maja 1863 przez biskupa pomocniczego poznańskiego Franciszka Stefanowicza.
Kościół uniknął spalenia po wkroczeniu do miasta Sowietów w 1945 roku, ponieważ urządzili oni wewnątrz świątyni magazyn rekwirowanego mieszkańcom różnorakiego sprzętu.

### Po II wojnie światowej
Po II wojnie światowej Skwierzyna znalazła się w granicach Polski. Pierwszym polskim proboszczem po 1945 został ojciec Felicjan Gomółczak (bernardyn). Jednak już w listopadzie tego samego roku kościół i całą parafię przejęło Zgromadzenie Księży Misjonarzy (administrują oni kościołem świętego Mikołaja do dziś). Zaraz po wojnie w kościele znalazł się Obraz Matki Boskiej Klewańskiej, przywieziony potajemnie przez polskich ekspatriantów z Klewania na Wołyniu. W obawie przed komunistami był on ukrywany przez szereg lat, a jego oficjalne umieszczenie w ołtarzu głównym kościoła miało miejsce w 1968. 23 maja 1992 dokonano intronizacji wizerunku Matki Bożej Klewańskiej.
22 maja 2021 dekretem biskupa Tadeusza Lityńskiego kościół św. Mikołaja został ustanowiony sanktuarium Matki Bożej Klewańskiej.

## Architektura
Kościół Świętego Mikołaja w Skwierzynie jest budowlą murowaną w stylu późnogotyckim, trójnawowym kościołem halowym. Wzdłuż nawy głównej budowli znajdują się cztery przęsła.

## Wyposażenie
Wewnątrz świątyni większość wyposażenia stanowią przedmioty pochodzące w większości z XIX wieku. Wyjątkiem jest najstarszy zabytek – krucyfiks z XVIII wieku. Znajduje się on w podwieżowej kruchcie. Pozostałe przedmioty znalazły się w kościele w większości ok. 1864. Są to m.in. główny ołtarz wykonany w stylu neogotyckim, jak również ołtarze boczne i neogotycka drewniana ambona. Dodatkowe godne zauważenia są monstrancje z XVIII i XIX wieku, jak również przyścienne neogotyckie kamienne kropielnice.
Najcenniejszy jest jednak namalowany w XVII wieku obraz Matki Boskiej Klewańskiej, przywieziony do Skwierzyny po zakończeniu II wojny światowej. Obraz uważany jest za cudowny.
Kościelna dzwonnica zakończona jest spiczasto. Znajduje się w niej dzwon pochodzący z 1926. Inne godne zauważenia zabytki w bezpośrednim otoczeniu kościoła to dwie rzeźby z XIX wieku. Pierwsza przedstawia św. Mikołaja, patrona kościoła i parafii; druga to stylizowany anioł, pochodzący najprawdopodobniej z nagrobka jednego z dawnych zamożnych mieszkańców miasta.

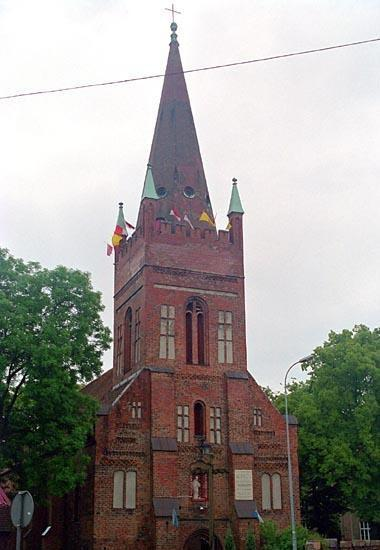
Widok od fasady.
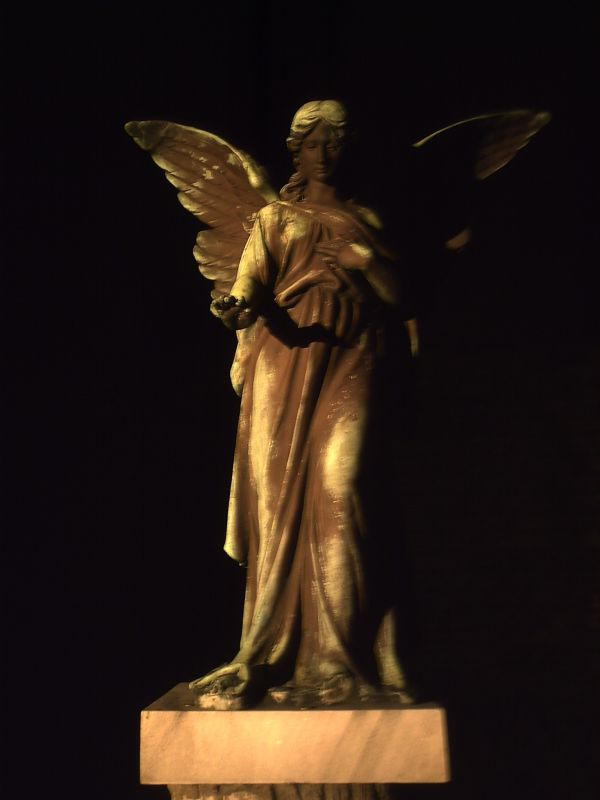
Rzeźba anioła znajdująca się w pobliżu kościoła.
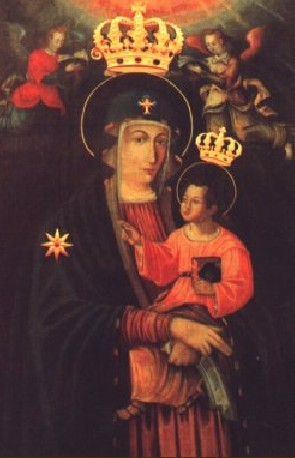
Obraz Matki Boskiej Klewańskiej.
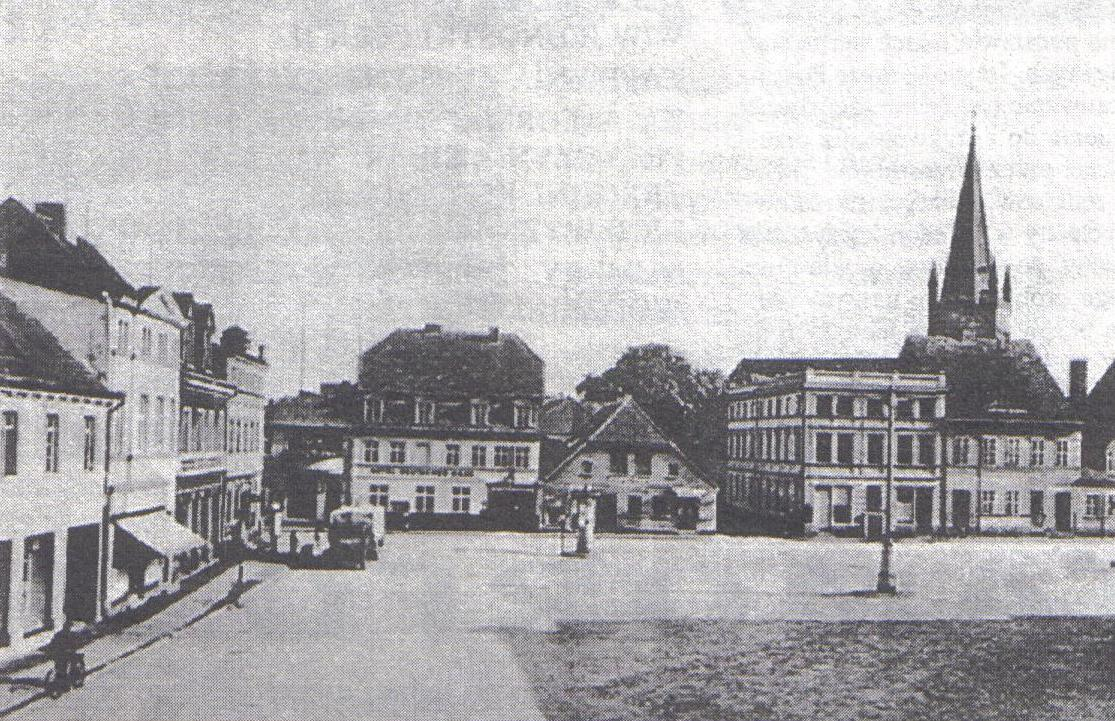
Skwierzyński rynek na początku XX wieku, z prawej Kościół Świętego Mikołaja.
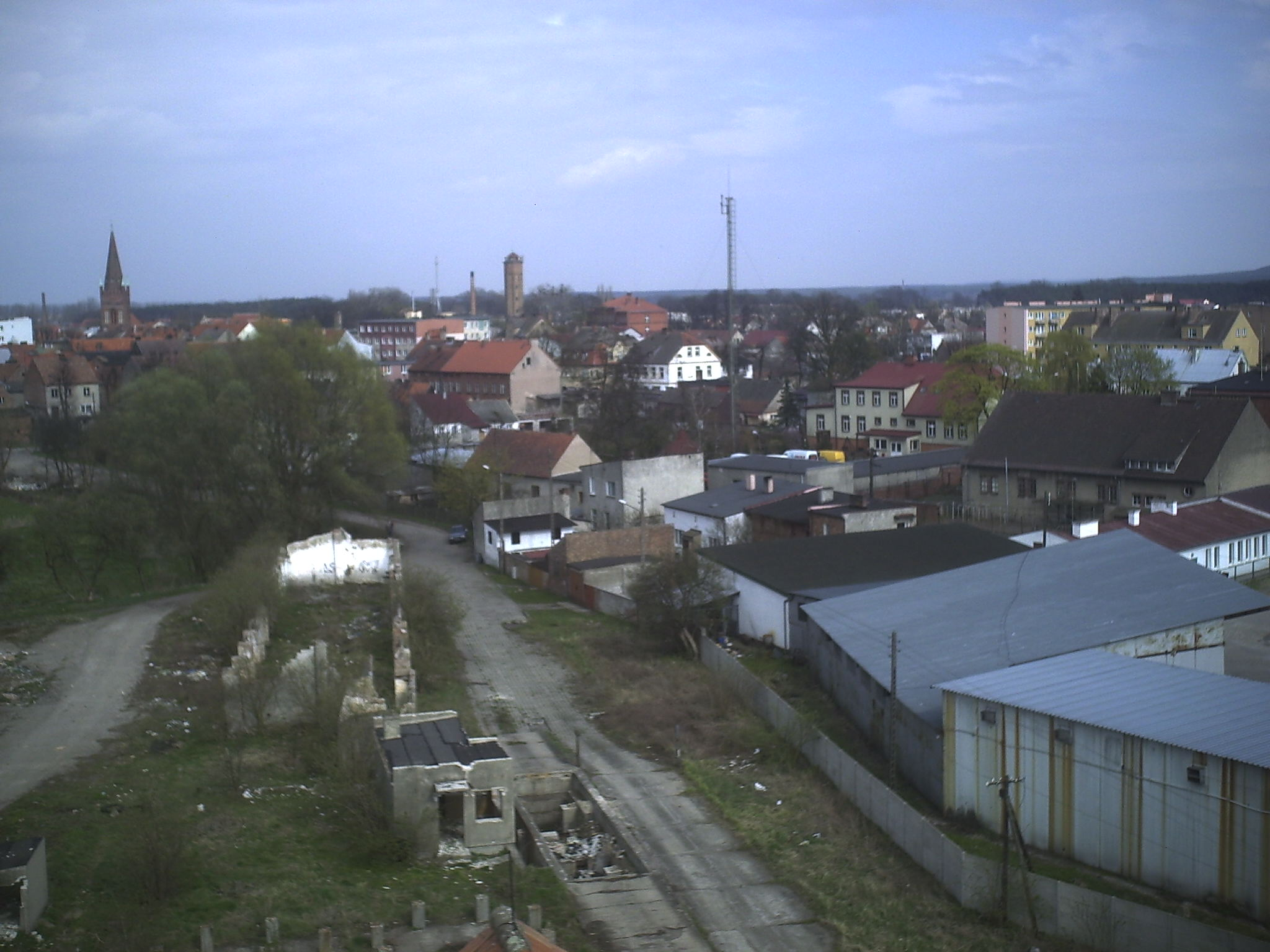
Panorama miasta w czasach współczesnych. Z lewej widoczna dzwonnica.